# Iain Chalmers
Sir Iain Chalmers (3 giugno 1943) è un medico britannico.
Noto per il suo impegno in favore della medicina basata su prove di efficacia (EBM), fu il principale ispiratore e cofondatore della Cochrane Collaboration, ed è l'attuale coordinatore della James Lind Initiative.

## Biografia
Laureato in medicina nel 1966 presso la University of London, durante gli anni 1969-70 lavorò nella Striscia di Gaza per l'Agenzia delle Nazioni Unite per il soccorso e l'occupazione, esperienza che gli fece maturare i primi dubbi sulle procedure mediche utilizzate e la conseguente necessità di una maggior ricerca di evidenza sull'efficacia delle cure. Tornato in patria, dopo un periodo di pratica clinica entrò in un programma di formazione per diventare ricercatore in campo sanitario.
Nel 1978, seguendo la filosofia del medico scozzese Archibald Cochrane creò la National Perinatal Epidemiology Unit presso l'Università di Oxford, allo scopo di analizzare in modo rigoroso le conoscenze acquisite nel campo della medicina neonatale utilizzando trials controllati.
Nel maggio del 1991 decise di fondare un centro multidisciplinare destinato allo sviluppo ed alla diffusione della medicina basata su prove di efficacia, il UK Cochrane Centre, che grazie all'appoggio del direttore della ricerca del National Health Service vide la luce ad Oxford nel 1992. Chalmers ne fu il primo direttore, mettendosi subito all'opera per ampliarne l'ambito su scala sovranazionale. Nacque così nel 1993 la Cochrane Collaboration, organizzazione no-profit oggi diffusa in tutto il mondo, il cui scopo dichiarato è la ricerca della migliore evidenza scientifica in campo medico attraverso l'uso di sperimentazioni controllate e strumenti di analisi statistica di tipo avanzato.
Nel 2002 ha lasciato la guida della Cochrane Collaboration per dedicarsi ad un nuovo progetto, la James Lind Initiative, le cui finalità sono un maggior coinvolgimento di pazienti e pubblico nell'ambito della ricerca medica.

## Contributi scientifici
L'impegno di Iain Chalmers a favore della ricerca in campo medico si è caratterizzato in una continua opera di promozione e sviluppo della filosofia EBM, nella convinzione della necessità di introdurre un maggior rigore nell'acquisizione ed analisi dei dati riguardanti l'efficacia di metodiche e sostanze usate nella pratica medica quotidiana. La sua ampia produzione scientifica è legata a questi temi, in special modo riguardo all'uso della sperimentazione controllata, delle revisioni sistematiche e della meta-analisi e si è sviluppata parallelamente all'organizzazione e gestione di strutture destinate a queste finalità.  Altri temi di cui si è spesso occupato sono le distorsioni in grado di alterare i risultati provenienti dalla ricerca scientifica, in particolare quelle legate a logiche commerciali, ed i sistemi che possono essere adottati per diminuirne l'effetto.

## Impegno umanitario
Iain Chalmers si è più volte impegnato in prima persona in campagne di pressione umanitarie, partecipando al boicottaggio accademico anti-apartheid del Sudafrica, condannando duramente il governo israeliano per l'intervento nella Striscia di Gaza del 2009 e sottoscrivendo lettere contro l'uso della nutrizione forzata nei casi di scioperi della fame messi in atto a Guantánamo ed in Israele.

## Riconoscimenti e dediche
Nel 2000 gli fu conferito il titolo di Knight Bachelor per i meriti accademici e professionali. Seguendo la filosofia Cochrane, l'occasione fu sfruttata per capire se il titolo avesse effetti sostanziali, tramite uno studio di tipo randomizzato. Vennero spedite un certo numero di lettere per capire se la presenza del suffisso “Sir” avesse influenza sul numero di risposte ottenute. Non fu registrata una differenza significativa, ed il risultato venne pubblicato sul Journal of the Royal Society of Medicine.
Nel 2014 gli è stato conferito il riconoscimento per meriti alla carriera da parte della rivista British Medical Journal.